# Humbertia madagascariensis
Humbertia madagascariensis ist eine endemisch im südöstlichen Madagaskar vorkommenden Pflanzenart. Sie ist die einzige Art der Gattung Humbertia, die wiederum die einzige Gattung der Unterfamilie Humbertioideae der Familie der Windengewächse (Convolvulaceae) ist. Die Art weicht in vielen Merkmalen von den restlichen Windengewächsen ab. Der Gattungsname ehrt den französischen Arzt und Botaniker Philibert Commerson (1727–1773), zu dessen Name auch der Zusatz Humbertis gehörte.

## Beschreibung
Humbertia madagascariensis ist ein großer immergrüner Baum von bis zu 30 m Höhe und bis über 1 m Stammdurchmesser, dessen Stamm kein innenliegendes Phloem ausbildet. Der kurze Blattstiel der ledrigen, wechselständigen, an den Zweigenden gehäuften, festen und einfachen Laubblätter ist 7 bis 14 mm lang. Die verkehrt-eiförmige, -eilanzettlich und ganzrandige, kahle Blattspreite ist 30 bis 105 mm lang und 13 bis 40 mm breit, die Basis ist spitz bis keilförmig. Die Spitze ist eingebuchtet bis abgerundet oder bespitzt. Die Nebenblätter fehlen.
Die zygomorphen und gelben, zwittrigen, fünfzähligen sowie gestielten Blüten mit doppelter Blütenhülle stehen einzeln oder in kleinen Gruppen in den Blattachseln. Die leicht ungleichen, fast freien Kelchblätter besitzen fünf Leitbündelstränge; der Kelch vergrößert sich an der Frucht nicht. Die verwachsene, gefaltete und außen behaarte Krone mit kurzen Lappen ist becherförmig. Die Staubblätter sind vorstehend, ihre kahlen Staubfäden an der Kronenbasis sind in der Knospe gebogen, die Antheren sind bräunlich. Die Pollenkörner sind glatt. Der kahle Griffel ist vorstehend. Die kleine, kopfige Narbe ist becherförmig. Der behaarte, zweikammerige Fruchtknoten ist oberständig. Es werden etwa 20 Samenanlagen gebildet. Es ist ein Diskus unter dem Fruchtknoten vorhanden.
Die erst gelben, dann roten und zur Reife dunkelbräunlichen und eiförmigen, kleinen Früchte sind runzlige, etwa 1,5 cm lange, glatte sowie leicht ledrige Beeren oder nicht öffnende Kapselfrüchte mit beständigem Kelch, die einen bis vier Samen enthalten.

## Systematik
Humbertia madagascariensis steht als Schwesterklade den gesamten restlichen Windengewächsen (Convolvulaceae) gegenüber. Taxonomisch wird die Art von den restlichen Windengewächsen durch die Einordnung in eine monotypische Unterfamilie Humbertioideae beziehungsweise in eine monotypische Tribus Humbertieae eingeordnet.

## Botanische Geschichte
Die Art wurde 1786 durch Jean-Baptiste de Lamarck erstbeschrieben. Die erste systematische Einordnung in die Nähe der heutigen Solanales stammt aus dem Jahr 1891, als Baillon die Art aufgrund der hohen Zahl von Samenanlagen den Nachtschattengewächsen (Solanaceae) zuordnete. Zwei Jahre später gliederte Hallier die Art in die Tribus Erycibeae innerhalb der Windengewächse ein, was auch spätere Autoren übernahmen. Marcel Pichon wiederum stellte 1947 die monotypische Familie Humbertiaceae auf. Molekularbiologische Untersuchungen zeigten jedoch, dass eine diese Art beinhaltende Tribus Erycibeae nicht monophyletisch wäre, die Art jedoch so nah zu den restlichen Windengewächsen steht, dass eine Aufnahme in die Familie gerechtfertigt ist.

## Verwendung
Das sehr schwere und sehr harte sowie sehr beständige Holz, Eisenholz, wird für verschiedene Anwendung genutzt. Es wird jedoch wenig verwendet, da es äußerst schwierig zu sägen und zu bearbeiten ist.